# کروستنیاتسیت
کروستنیاتسیت (به لاتین: Krustenyatsite) یک منطقهٔ مسکونی در بلغارستان است که در تریاونا واقع شده‌است.